# Сорокин, Янус
 Янус Сорокин  (англ. Jaanus Sorokin; 9 февраля 1986, Таллин, Эстонская ССР, СССР) — эстонский профессиональный хоккеист, Нападающий. Игрок таллинского клуба «Пантер», выступающего в ЭХЛ.

## Карьера
Начинал свою карьеру в Чехии, где выступал за команду «Чешска-липа» в юниорской лиге. Сорокин подавал большие надежды, но пробиться в сильные чешские команды не смог и уехал в Эстонию. Там он выступал за ряд местных полупрофессиональных клубов. Помимо этого, хоккеист выступал в различных дивизионах чемпионата Финляндии.
Неоднократно призывался в сборную Эстонии. За неё Сорокин отыграл на 3 чемпионатах мира. Также хоккеист в её составе принял участие в квалификации к Олимпийским играм 2010 года.